# Tirol und Fridebrant

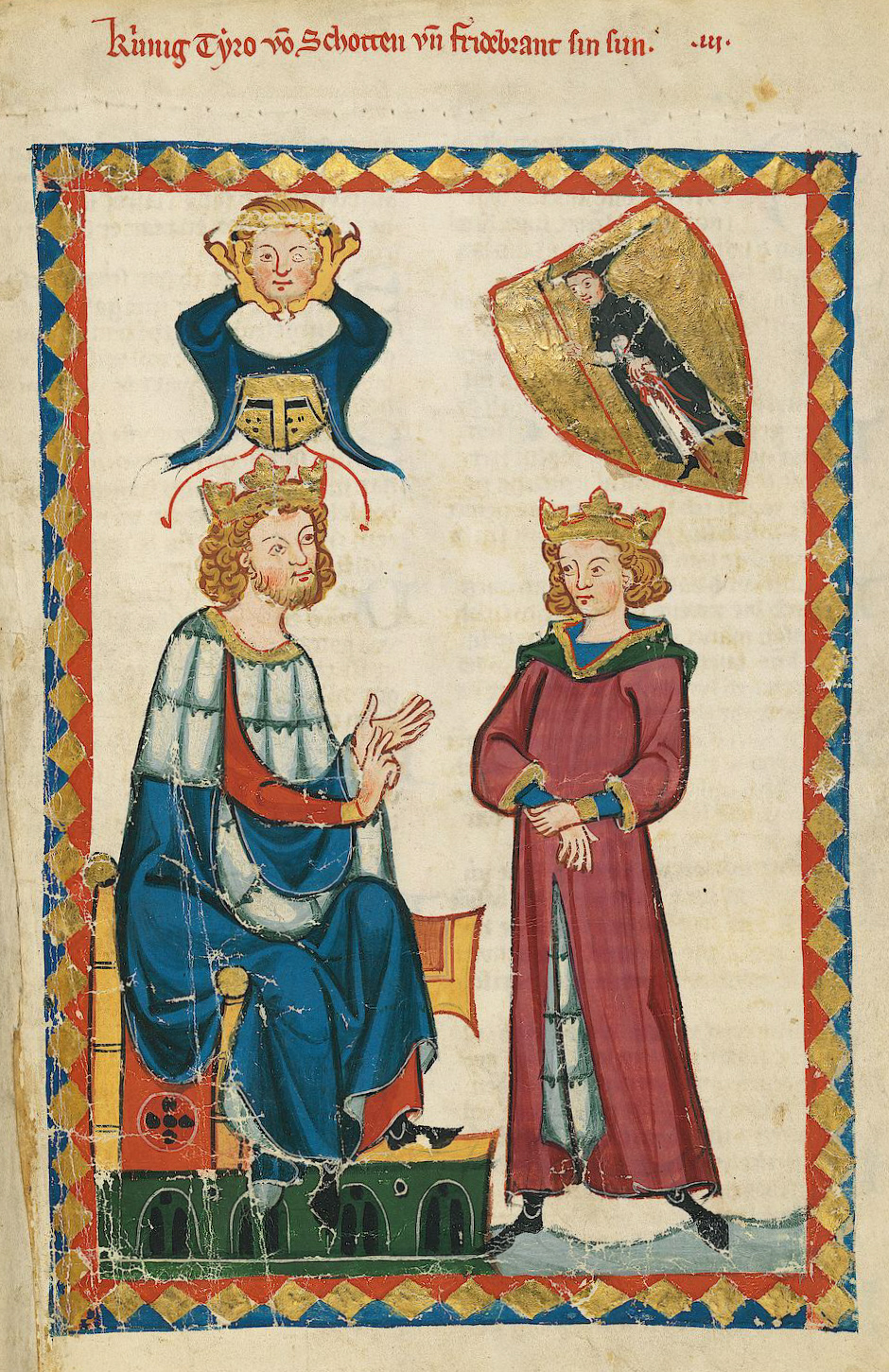
(Der fiktive) König Tyro von Schotten und Fridebrant, sein Sohn. Codex Manesse, Heidelberg, Universitätsbibliothek, Codex Pal. Germ. 848, fol. 8r

Bei König Tirol und Fridebrant handelt es sich um drei Fragmente, die möglicherweise demselben ansonsten nicht überlieferten Roman aus der Mitte/dem Ende des 13. Jahrhunderts entstammen.

## Überlieferung
Die unter dem Titel „Tirol und Fridebrant“ zusammengefassten Texte stammen aus zwei verschiedenen Überlieferungslinien. Das Rätsel- und das Lehrgedicht sind im Codex Manesse (C) von der Vorderseite des achten bis zur Rückseite des neunten Blattes in 45 Strophen überliefert.
Die epischen Fragmente finden sich in der Staatsbibliothek Preußischer Kulturbesitz in Berlin unter der Sigle Grimm-Nachlaß 127,1 (G). Es handelt sich um Teile zweier Pergamentdoppelblätter, die zweispaltig oder möglicherweise ursprünglich dreispaltig waren. Von diesem Text sind 18 Strophen vollständig und 39 fragmentarisch erhalten.

## Datierung
Die Autorschaft ist ungewiss. Da der Autor zumindest der epischen Fragmente sich starke Anleihen bei Wolfram von Eschenbach macht, muss der ursprüngliche Roman nach dessen Werk und anscheinend vor dem Wartburgkrieg, also etwa um 1270/1280 entstanden sein. Das Rätselgedicht lässt sich aufgrund einer Anspielung auf Kaiser Friedrich II. auf die Mitte des 13. Jahrhunderts, vor dessen Tod datieren. Aufgrund des Dialekts lässt sich sagen, dass der Autor des Lehrgedichts und der epischen Fragmente aus dem östlichen Mitteldeutschland (Thüringen, Hessen) kam.

## Inhalt
Es liegen drei Teile vor: das Rätselgedicht (C, Str. 1–24), das Lehrgedicht (C, Str. 25–45) und die epischen Fragmente (G).
Das Rätselgedicht enthält zwei Bîspel, also kurze gedichtete Lehrstücke, die Fridebrant für seinen Vater, einen nicht namentlich genannten König, auslegen soll. Die beiden Rätsel berufen sich auf Visionen Daniels. Die erste Vision beinhaltet einen grünen und einen dürren Baum, die den Wald überragen. Die zweite Vision behandelt das Mühlenmotiv. Fridebrant deutet beide Visionen als Metaphern auf Priester – der dürre Baum steht für den falschen, der grüne Baum dagegen für einen guten Priester. Auch bei der Auslegung des Mühlenmotivs steht die Betonung der Priesterwürde im Vordergrund.
Das Lehrgedicht enthält Lehren eines Königs an seinen Sohn, wie ein König sich seinen Untertanen gegenüber verhalten solle. Als Beispiel dient eine Bedrohung der Landesgrenzen.
Die epischen Fragmente scheinen Teil eines Abenteuerromans im Stil Wolframs von Eschenbach zu sein, eine durchgehende Handlung lässt sich aus den Textstellen jedoch nicht erkennen. Themen sind unter anderem die Gefangennahme zweier Riesen, das Hoffest einer Königin und der Bericht über einen Kampf gegen Zwerge. Die Handlung spielt wohl im Orient, unter anderem tauchen Elefanten und Kamele auf.

## Bewertung durch die Forschung
Es bleibt die Frage offen, ob die drei Fragmente tatsächlich Teil eines Romans waren oder aus verschiedenen Zusammenhängen kommen. Die epischen Fragmente sind offenbar Teile eines höfischen König-Tirol und Fridebrant-Romans. Für Romane dieser Zeit ist es nicht ungewöhnlich, dass ein Lehrgedicht wie das zweite Fragment enthalten ist. Während die ältere Forschung auch das geistliche Rätselgedicht für einen Teil des Romans hält, geht die neuere Forschung davon aus, dass das Lehrgedicht unabhängig vom Rest des Romans verbreitet und dabei um das Rätselgedicht ergänzt wurde. Ohne den ursprünglichen König-Tirol und Fridebrant-Roman in Gänze zu kennen, bleibt diese Frage vielleicht nicht endgültig zu klären.